# أورلاندو منديز فالديز
أورلاندو منديز فالديز (بالإنجليزية: Orlando Méndez-Valdez)‏ مواليد 29 أبريل 1986 في سان أنطونيو، هو لاعب كرة سلة أمريكي. بدأ مسيرته الاحترافية في سنة 2009. يحمل الرقم 33. يبلغ طوله 6 قدم 0 بوصة (1.8 م). حقق المركز الأول في بطولة أمم الأمريكتين لكرة السلة 2013.

## سجل المنافسة
شارك في المنافسات التالية:
- كأس العالم لكرة السلة 2014
- بطولة أمم الأمريكتين لكرة السلة 2013

## الميداليات
| الميدالية | المسابقة                             |
| --------- | ------------------------------------ |
| فضية      | دورة الألعاب الأمريكية 2011          |
| ذهبية     | بطولة أمم الأمريكتين لكرة السلة 2013 |

## روابط خارجية
- أورلاندو منديز فالديز على موقع الاتحاد الدولي لكرة السلة (الإنجليزية)
- أورلاندو منديز فالديز على موقع كرة السلة الأوروبية.كوم (الإنجليزية)
- أورلاندو منديز فالديز على موقع كلية كرة السلة في سبورتس رفرنس.كوم (الإنجليزية)
- أورلاندو منديز فالديز على موقع ريلجم (الإنجليزية)
- أورلاندو منديز فالديز على موقع بروبوليرز (الإنجليزية)
- أورلاندو منديز فالديز على موقع سبورتس رفرنس (الإنجليزية)